# Херцогство Ферентило
Херцогство Ферентило (на италиански: Ducato di Ferentillo) е малък феод, анклав в Папската държава, даден на семейство Чибо през 1484 г. Роден като контадо, той просъществува 246 години.

## История
Политическото и художествено бъдеще на селището Ферентило, разположено в суровата и планинска област Валнерина, но по протежение на древния път, който води до Рим, се характеризира с превратностите на семейство Чибо – феодални владетели на осемте замъка, които го съставляват, от 1484 г. Семейството произлиза от Юлий, който пристига на Италианския полуостров от Гърция през 580 г., за да се установи за постоянно в Генуа. Но изборът за папа на Джовани Батиста (1484 – 1492), бивш епископ на Савона, повишава ранга на рода.
Франческето Чибо (1450 – 1519) – извънбрачен и узаконен син на папа Инокентий VIII, получава от него територията, която управлява преди всичко от Рим, където заема различни важни длъжности, включително тази на генерален капитан на Църквата. Франческето е назначен и за управител на Абатство „Сан Пиетро ин Вале“ близо до Ферентило. Той се жени за Мадалена де Медичи, дъщеря на Лоренцо Великолепни и сестра на папа Лъв X: сред децата му са Катерина, херцогиня-регент на Камерино, и Лоренцо. След смъртта на баща си той го наследява във Ферентило с титлата „граф“ и се жени за Ричарда Маласпина, маркиза на Маса: тяхното потомство поставя началото на клона Чибо-Маласпина, който изчезва през 1790 г. с херцогиня Мария Тереза.
Лоренцо, известен с портрета, който Пармиджанино рисува за него през 1524 г., почти винаги живее в Рим, събуждайки гнева на съпругата си, която отменя сърегентството му на Маса и Карара: той почти забравя за Графство Ферентило, управлявано от наместник. Сеща се едва когато трябва да наложи данък на жителите му, за да направи разкошен подарък на сестра си Катерина, която минава през него на път за Камерино, където трябва да се омъжи за херцог Джовани Мария да Варано.
През 1549 г. смъртта на баща му Лоренцо и предишната трагична смърт на брат му Джулио I, последвана от тази на Ричарда, улеснява наследяването на всички семейни феоди на Алберико I Чибо-Маласпина, способен и далновиден човек, който намира време да помисли и за Ферентило: на 23 юли 1619 г. папа Павел V му дава титлата „херцог“.
Новият управител превръща селото в автентична териториална единица, автономна от Папската държава и от агресивността на владетелите на Сполето. Той нарежда да се построят нови църкви и дворци и през 1573 г. дарява феода със Statutum Status Ferentilli, разделен на пет секции и преразгледан през 1579 г. от юрисконсулта на Понтремоли Пиетро Кавали, като генерален комисар и негов представител. Наместниците обикновено живеят в двореца Монтолон.
След като Алберико I умира през 1623 г., той е заменен от петима други предстваители на Чибо-Маласпина, които не се интересуват много от Ферентило. През 1730 г. Алдерано I решава да продаде наследствения феод за 16 500 римски златни скуди на благородника Николо Бенедети от Сполето, граф на Кастел ди Пиеро, който е наследен от сем. Габриели ди Монтевекио от Фано: техните наследници все още днес се гордеят с титлата „херцози на Ферентило“.

## Владетели на Ферентило (1484 – 1730)[7]
| N | Титла        | Първо име                   | от                 | до                 | съпругa                                        |
| 1 | граф         | Франческето Чибо            | 1484               | 1519               | Мадалена де Медичи                             |
| 2 | граф         | Лоренцо Чибо                | 1519               | 1549               | Ричарда Маласпина, маркиза на Маса             |
| 3 | граф, херцог | Алберико I Чибо-Маласпина   | 1549 1619 (херцог) | 1619 1623 (херцог) | Елизабета дела Ровере, Изабела ди Капуа        |
| 4 | херцог       | Карло I Чибо-Маласпина      | 1623               | 1662               | Бриджида Спинола                               |
| 5 | херцог       | Алберико II Чибо-Маласпина  | 1662               | 1690               | Фулвия Пико дела Мирандола                     |
| 6 | херцог       | Карло II Чибо-Маласпина     | 1690               | 1710               | Тереза Памфили                                 |
| 7 | херцог       | Алберико III Чибо-Маласпина | 1710               | 1715               | Николета Клотилда Грило                        |
| 8 | херцог       | Алдерано I Чибо-Маласпина   | 1715               | 1730               | Ричарда Гондзага ди Новелара феодът е продаден |